# Fundação Museu do Homem Americano
A Fundação Museu do Homem Americano (FUMDHAM)  é uma instituição brasileira sediada em São Raimundo Nonato, no  Piauí.

## História
Foi criada em 1986 e, por decreto presidencial de 15 de abril de 1991, declarada de utilidade pública federal.
Trata-se de uma sociedade civil sem fins lucrativos, de cunho filantropo-científico, cadastrada no Conselho Nacional de Assistência Social.
A Fundação é a mantenedora do Museu do Homem Americano. 